# Carl Wodrig
Carl Wodrig, auch Karl Wodrig (* 20. Juli 1851 in Steffenshagen; † 26. November 1939 in Kiel) war ein deutscher Vizeadmiral der Kaiserlichen Marine.

## Leben
Carl Wodrig trat am 26. April 1868 in die Kaiserliche Marine ein und wurde 1871 Offizier. Am 16. März 1875 zum Leutnant zur See befördert, war er 1878 als Lehrer an der Maschinisten- und Steuermanns-Schule in Kiel.
Als Kapitänleutnant hatte er vom 4. Mai 1885 bis 5. Oktober 1885 das Kommando über das Panzerkanonenboot Brummer. Vom 29. Mai 1887 bis 27. August 1887 war er letzter Kommandant des Torpedobootes Jäger.
Von Oktober 1887 bis März 1891 war er als Torpedodirektor an der Kaiserlichen Werft in Kiel. In dieser Position wurde er am 15. November 1888 mit Patent vom 19. Februar 1889 zum Korvettenkapitän befördert. Später war er zur Disposition des Chefs der Marinestation der Ostsee.
Ab September 1891 übernahm er bis September 1895 verschiedene Kommandos, dabei immer wieder über das Torpedoschulschiffes Blücher und der Aviso Greif. Erst war er kurz ab September 1891 Kommandant des Torpedoschulschiffes Blücher, vom 17. Mai 1892 bis September 1892 der Sachsen und anschließend bis zu einer Werftliegezeit ab April 1893 und dann erneut von Oktober 1893 bis April 1894 Kommandant der Aviso Greif. Wodrig übernahm wieder das Kommando über die Blücher. Im Herbst 1894 wurde er vom Kommando entbunden und er übernahm erneut im September/Oktober 1894, ab 23. Mai 1894 war er Kapitän zur See, das Kommando über die Greif und war zeitgleich bis Mitte April 1895 letzter Kommandant der Glattdeckskorvette Luise. Ab April 1892 war er zusätzlich bis September 1895 Präses des Torpedo-Versuchs-Kommandos in Kiel.
Das Kommando über das Panzerschiff Brandenburg übernahm Wodrig von September 1895 bis Oktober 1896. Anschließend kam er als Chef/Vorstand der Kommando-Abteilung bis März 1899 zum Oberkommando der Marine. Er wurde Chef des Stabes des I. Geschwaders. Im August 1900 ging er als Chef des Stabes zum Kreuzergeschwader. Hier blieb er bis Januar 1901. Von April 1901 bis März 1907 war er Oberwerftdirektor in Wilhelmshaven. Hier erfolgt erst am 11. März 1902 seine Beförderung zum Konteradmiral und dann am 7. Juli 1906 die zum überzähligen Vizeadmiral. 1907 wurde er auch zum stellvertretenden Bevollmächtigten im Bundesrat benannt.
Anschließend wurde er für ein Jahr Direktor des Werftdepartements im Reichsmarineamt. Von April 1908 bis Oktober 1908 wurde er zur Verfügung des Chefs der Marinestation der Ostsee gesetzt und am 13. Oktober 1908 aus der Marine entlassen.
Er war u. a. Inhaber der Roten Adlerordens II. Klasse mit Eichenlaub, des Kronen-Ordens II. Klasse mit dem Stern sowie des russischen Sankt-Stanislaus-Ordens II. Klasse.
Wodrig war mit Luise, geb. Dithmer (* 1859), verheiratet und hatten drei Kinder.